# Jakob Abraham

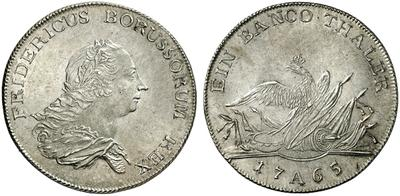
Bankotaler 1765 A, Münzstätte Berlin, Münzgraveur Jacob Abraham

Jacob Abraham (* 1723 in Strelitz, heute Strelitz-Alt; † 17. Juni 1800 in Berlin) war ein deutscher, jüdischer Medailleur und Vater des Medailleurs Abraham Abramson.

## Leben
Jacob Abraham arbeitete ab 1752 als Stempelschneider an der Alten Münze in Berlin, ab 1753 in Stettin und hatte danach wechselnde Anstellungen in Königsberg, Dresden und in Berlin seit 1760. Seine letzte bekannte Medailleursarbeit entstand 1788.
Einige seiner Medaillenstempel wurden auch von seinem Sohn Abraham Abramson genutzt.